# Fire (песен на The Jimi Hendrix Experience)
Fire е песен записана от The Jimi Hendrix Experience през 1967 година. Едно от най-популярните им парчета, Fire е свирена редовно от Experience за откриване на концертите им. Издадена е в албума Are You Experienced? и като сингъл през 1969 година.
Въпреки сексуалната тематика на текста, причината за написване на песента е съвсем друга – по време на едно от участията си на Коледа през 1966 година, групата отсяда в дома на майката на басиста Ноел Рединг – Маргарет. Най-забележителната част от текста е вдъхновена от една молба на Хендрикс към Маргарет да седне близо до камината ѝ (Let me stand next to your fire). Друг епизод е немската овчарка на име Роувър в дома, която вдъхновява за Move over Rover, and let Jimi take over.
Дотогава Хендрикс е известен с атрактивния стил на свирене със зъби и на гръб. Fire е песента, която той свири преди да запали китара си за пръв път, акт който става негова запазена марка.
Американската фънк рок група Ред Хот Чили Пепръс прави най-известния кавър на песента през 1988 година. Тя е последната издадена от групата, в която свирят китариста Хилел Словак и барабаниста Джак Айрънс. Хилел Словак умира от свръхдоза хероин на 25 юни 1988 година, на 26 години като своя идол Джими Хендрикс (който умира на 27). Кавърът е издаден през август 1989 година в албума Mother's Milk. На фестивала Удсток през 1999 година Джани Хендрикс моли групата да свирят песента в чест на 30-годишнината от оригиналния фестивал. Избухналият пожар съпровожда песента, карайки вокалиста на групата Антъни Кийдис да заяви: „Господи, навън е като в „Апокалипсис сега“.